# Las Navas del Marqués
Las Navas del Marqués is een gemeente in de Spaanse provincie Ávila in de regio Castilië en León met een oppervlakte van 97,93 km². Las Navas del Marqués telt 5.272 inwoners (1 januari 2016). De gemeente ligt in een bergachtige omgeving met onder andere de Sierra de Malagón en de Sierra de Villafranca.

## Demografische ontwikkeling
Bron: INE, 1857-2011: volkstellingen